# Brachyscleroma flavomaculata
Brachyscleroma flavomaculata là một loài tò vò trong họ Ichneumonidae.